# Rue Haute
Rue Haute é um filme de drama franco-belga de 1976 dirigido e coescrito por André Ernotte.
Foi selecionado como representante da Bélgica à edição do Oscar 1977, organizada pela Academia de Artes e Ciências Cinematográficas.

## Elenco
- Annie Cordy - Mimi
- Mort Shuman - David Reinhardt
- Bert Struys - homem
- Guy Verda - Gérard
- Anne Marisse - Sandra
- Elliot Tiber - Mike
- Nadia Gary - Valérie
- Raymond Peira - médico